# Boisea trivittata
Boisea trivittata är en insektsart som först beskrevs av Thomas Say 1825.  Boisea trivittata ingår i släktet Boisea och familjen smalkantskinnbaggar. Inga underarter finns listade i Catalogue of Life.

## Bildgalleri

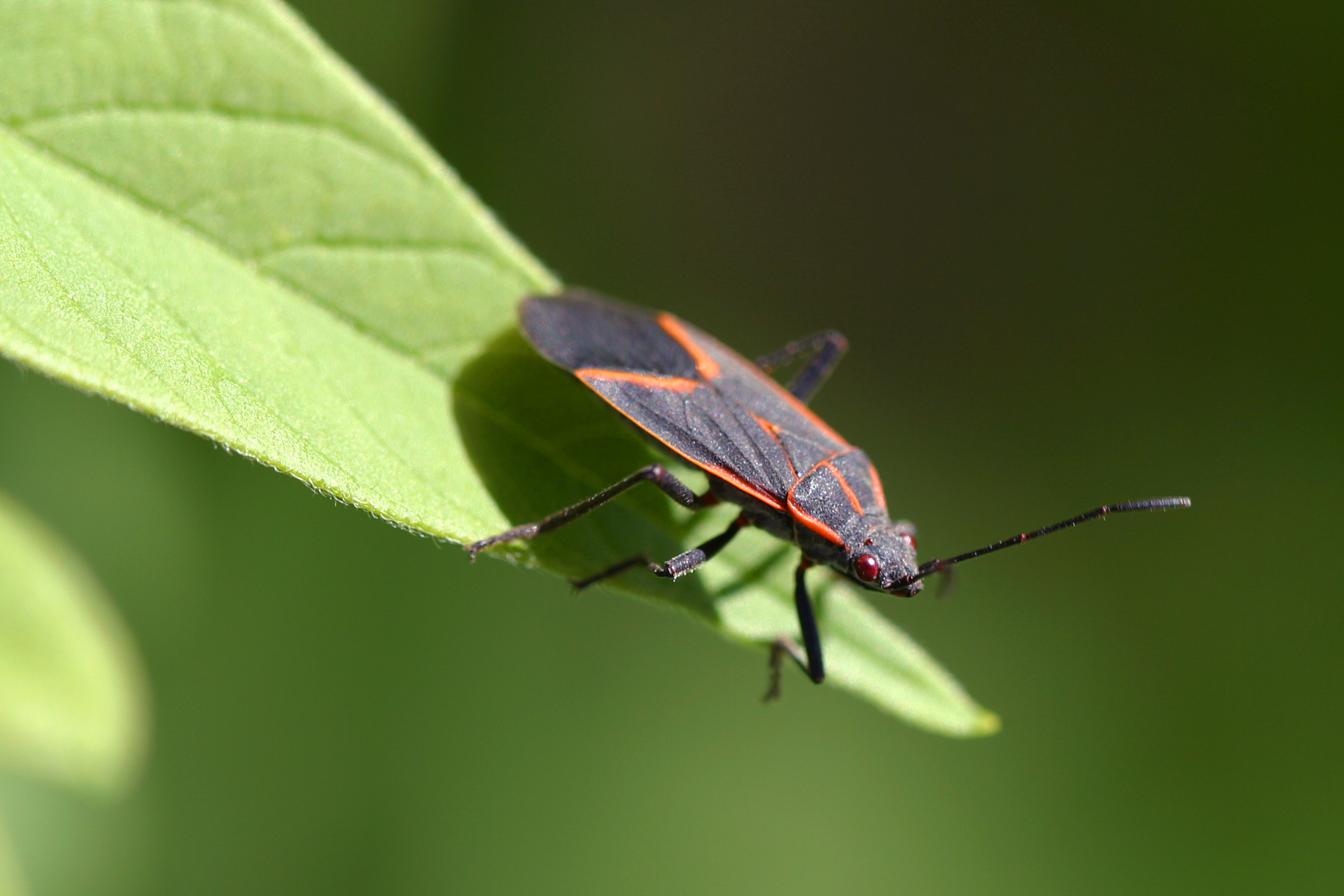
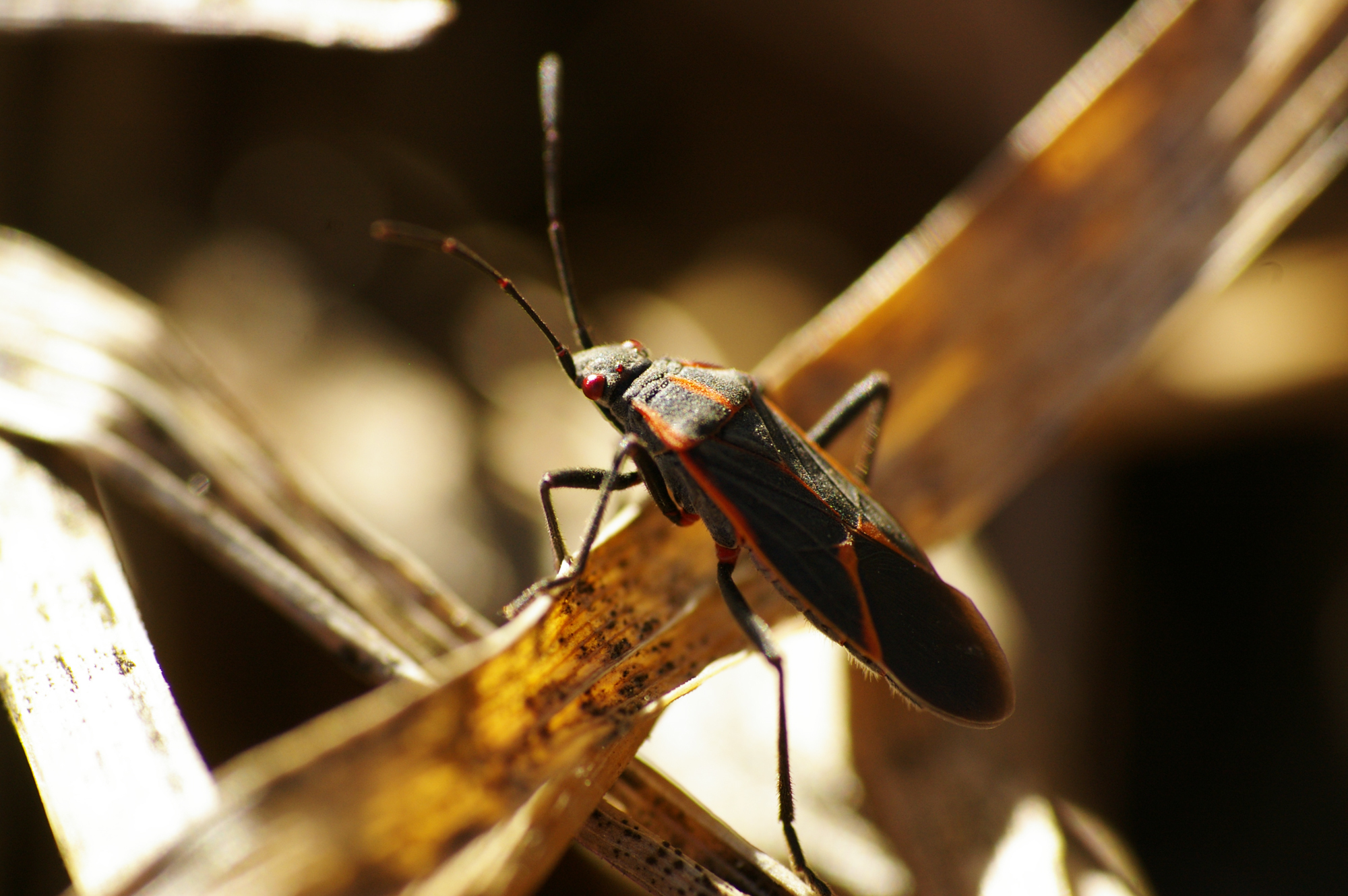
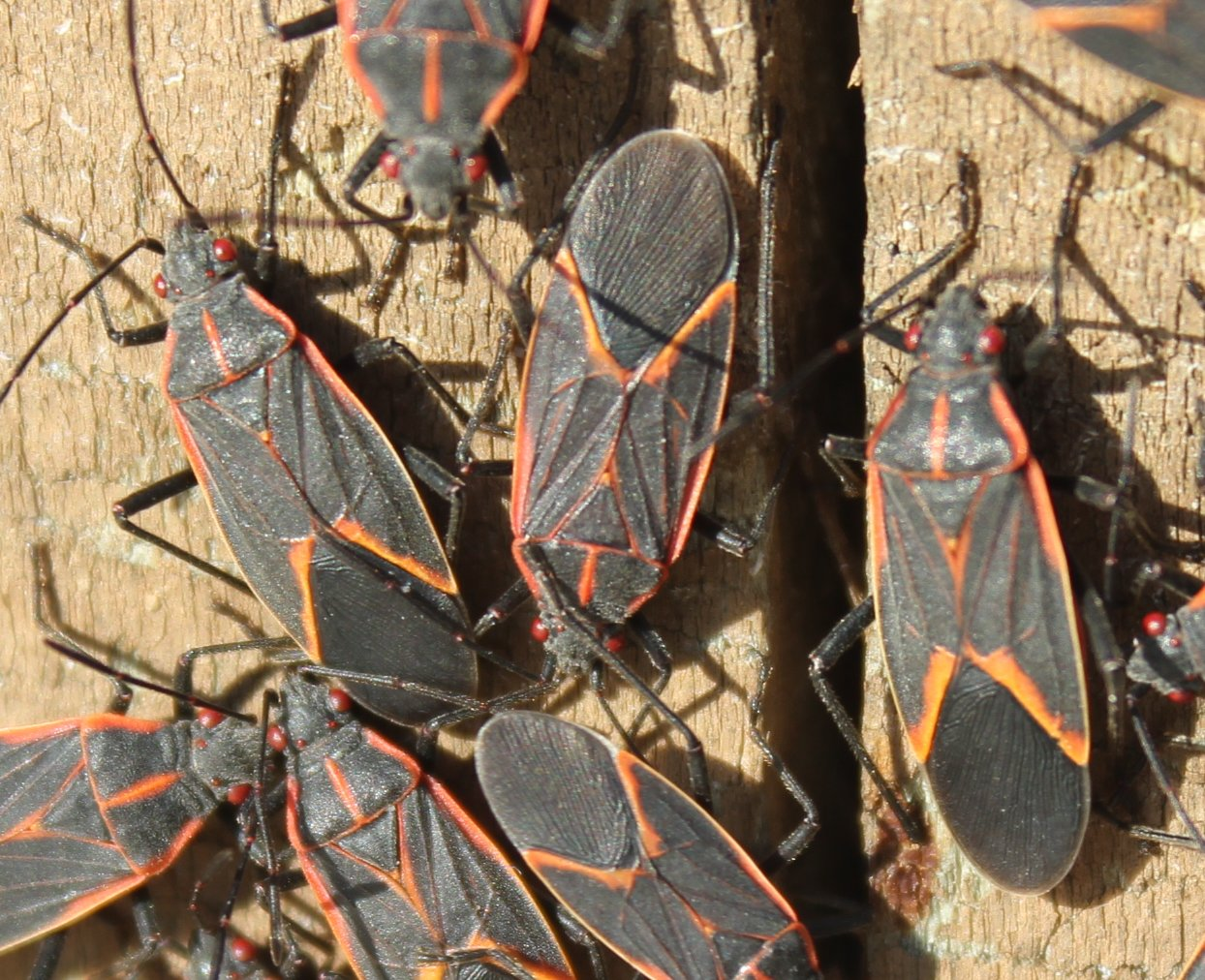
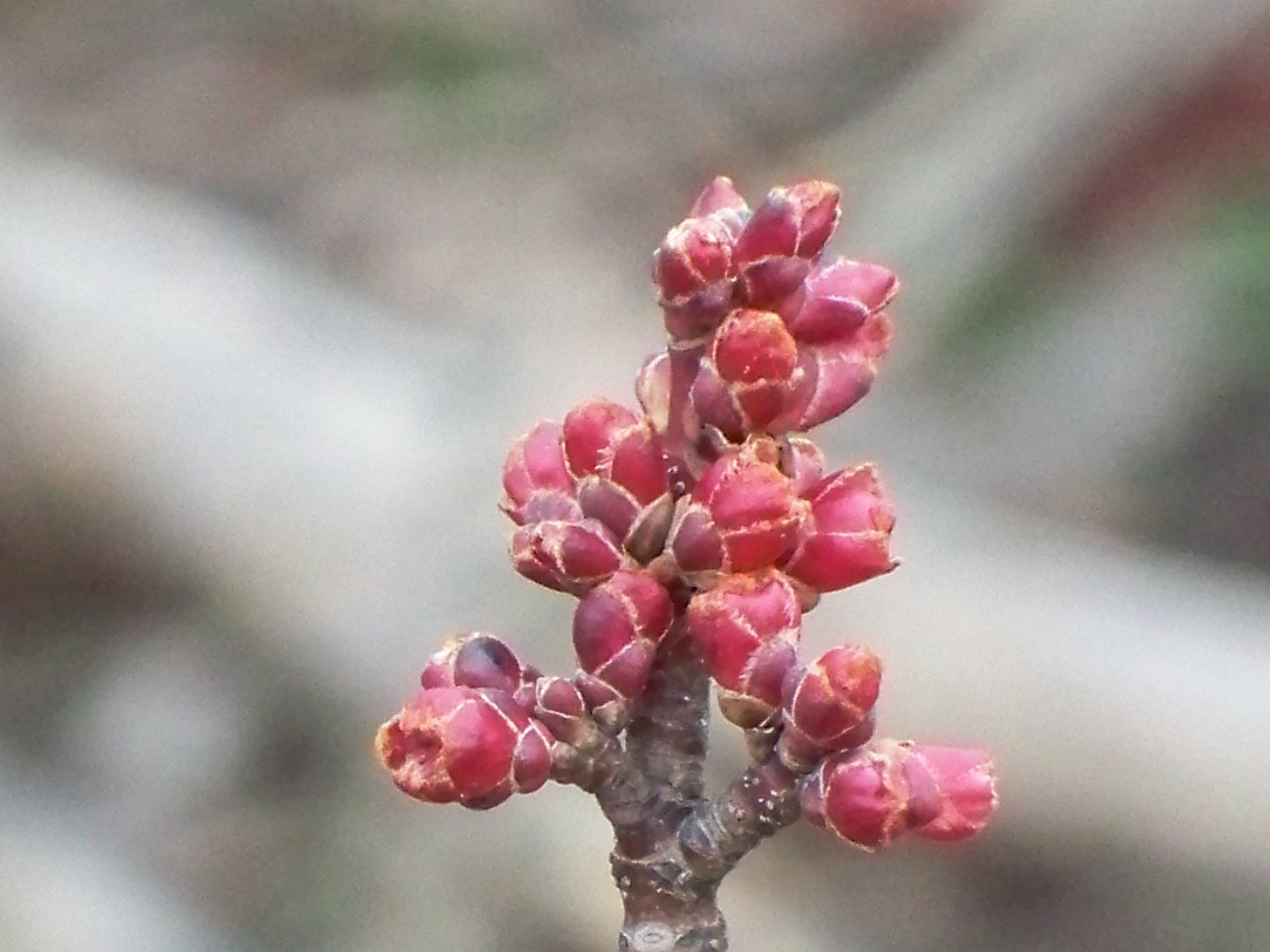